# World Team Cup 2008
Der ARAG World Team Cup 2008 war die offizielle Teammeisterschaft im Tennis und wurde im Freien auf Sand gespielt. 2008 war die 31. Auflage des World Team Cups, der in diesem Jahr Bestandteil der International Series der ATP Tour war. Die Veranstaltung wurde im Düsseldorfer Rochusclub vom 18. bis zum 24. Mai 2008 ausgetragen. In derselben Woche fanden in Pörtschach die Hypo Group Tennis International und in Casablanca der Grand Prix Hassan II statt, die genau wie der World Team Cup zur International Series gehörten. Traditionell fand der World Team Cup in der Woche vor den French Open statt.
Titelverteidiger Argentinien schied bereits in der Gruppenphase aus. Die schwedische Mannschaft besiegte Russland im Finale mit 2:1 und sicherte sich den dritten Titelgewinn in Düsseldorf. Es war der erste Titelgewinn Schwedens seit 1995.
Insgesamt nahmen acht Mannschaften teil. Aus zwei Vierergruppen zogen jeweils die Gruppenersten ins Finale ein und traten gegeneinander an. Bei Punktgleichstand zählte der direkte Vergleich.

## Preisgelder und Weltranglistenpunkte
Es wurden den Teams die folgenden Preisgelder für das Erreichen der jeweiligen Gruppenplatzierung bzw. Runde ausgezahlt. Zusätzlich zur Teamwertung gab es für die Anzahl an Siegen im Doppel Preisgelder sowie für das Erreichen des Doppels im Finale.
| Team        | Team      | Team |
| Platzierung | Preisgeld |      |
| ----------- | --------- | ---- |
| 1. Platz    | 290.000 € |      |
| 2. Platz    | 190.000 € |      |
| 3.–4. Platz | 85.000 €  |      |
| 5.–6. Platz | 57.500 €  |      |
| 7.–8. Platz | 32.500 €  |      |

| Meiste Doppel-Siege | Meiste Doppel-Siege | Meiste Doppel-Siege |
| Platzierung         | Preisgeld           |                     |
| ------------------- | ------------------- | ------------------- |
| 1. Platz            | 12.000 €            |                     |
| 2. Platz            | 10.000 €            |                     |
| 3. Platz            | 7.000 €             |                     |
| 4. Platz            | 4.000 €             |                     |
| 5. Platz            | 2.000 €             |                     |
| 6. Platz            | 1.000 €             |                     |

| Bonus Doppel | Bonus Doppel | Bonus Doppel |
| Platzierung  | Preisgeld    |              |
| ------------ | ------------ | ------------ |
| Finalist     | 10.000 €     |              |

## Mannschaften

### Rote Gruppe
| Vereinigte Staaten       |
| ------------------------ |
| James Blake (ATP 8)      |
| Wayne Odesnik (ATP 104)  |
| Bobby Reynolds (ATP 102) |

| Tschechien                  |
| --------------------------- |
| Tomáš Berdych (ATP 12)      |
| Ivo Minář (ATP 64)          |
| Michal Tabara (ATP 596)     |
| Pavel Vízner (ATP 5 Doppel) |

| Schweden                         |
| -------------------------------- |
| Thomas Johansson (ATP 67)        |
| Robert Lindstedt (ATP 35 Doppel) |
| Robin Söderling (ATP 44)         |

| Argentinien                       |
| --------------------------------- |
| Guillermo Cañas (ATP 30)          |
| Juan Ignacio Chela (ATP 42)       |
| Lucas Arnold Ker (ATP 129 Doppel) |
| Sebastián Prieto (ATP 36 Doppel)  |

### Blaue Gruppe
| Spanien                    |
| -------------------------- |
| David Ferrer (ATP 5)       |
| Marcel Granollers (ATP 52) |
| Feliciano López (ATP 34)   |

| Deutschland                    |
| ------------------------------ |
| Christopher Kas (ATP 33)       |
| Nicolas Kiefer (ATP 38)        |
| Philipp Kohlschreiber (ATP 35) |
| Philipp Petzschner (ATP 119)   |

| Russland                 |
| ------------------------ |
| Igor Andrejew (ATP 28)   |
| Michail Juschny (ATP 16) |
| Dmitri Tursunow (ATP 31) |

| Italien                 |
| ----------------------- |
| Simone Bolelli (ATP 37) |
| Potito Starace (ATP 49) |

## Hauptrunde (Round Tobin)

### Rote Gruppe

#### Tabelle
| Rang | Team               | Punkte | Matches | Sätze |
| ---- | ------------------ | ------ | ------- | ----- |
| 1    | Schweden           | 3:0    | 8:1     | 16:6  |
| 2    | Vereinigte Staaten | 2:1    | 4:5     | 10:12 |
| 3    | Argentinien        | 1:2    | 4:5     | 10:9  |
| 4    | Tschechien         | 0:3    | 2:7     | 7:15  |

#### Ergebnisse
| \| Datum: 18./19. Mai 2008 \| |                        |                  |
| Vereinigte Staaten            | Tschechien             | 2 : 1            |
| James Blake                   | Tomáš Berdych          | 6:75, 6:75       |
| Wayne Odesnik                 | Ivo Minář              | 6:2, 6:1         |
| J. Blake / W. Odesnik         | T. Berdych / P. Vízner | 0:6, 7:5, [10:8] |
| Datum: 18./19. Mai 2008       |                        |                  |

| \| Datum: 18./19. Mai 2008 \| |                             |          |
| Argentinien                   | Schweden                    | 1 : 2    |
| Guillermo Cañas               | Robin Söderling             | 3:6, 1:6 |
| Juan Ignacio Chela            | Thomas Johansson            | 6:2, 6:1 |
| L. Arnold Ker / S. Prieto     | R. Lindstedt / R. Söderling | 5:7, 2:6 |
| Datum: 18./19. Mai 2008       |                             |          |

| \| Datum: 20./21. Mai 2008 \| |                           |                   |
| Vereinigte Staaten            | Argentinien               | 2 : 1             |
| James Blake                   | Guillermo Cañas           | 7:64, 6:4         |
| Wayne Odesnik                 | Juan Ignacio Chela        | 5:7, 1:6          |
| W. Odesnik / B. Reynolds      | L. Arnold Ker / S. Prieto | 6:3, 6:75, [10:7] |
| Datum: 20./21. Mai 2008       |                           |                   |

| \| Datum: 20./21. Mai 2008 \| |                             |                |
| Tschechien                    | Schweden                    | 0 : 3          |
| Tomáš Berdych                 | Robin Söderling             | 4:6, 6:1, 3:6  |
| Michal Tabara                 | Thomas Johansson            | 2:6, 6:4, 6:75 |
| M. Tabara / P. Vízner         | R. Lindstedt / R. Söderling | 4:6, 5:7       |
| Datum: 20./21. Mai 2008       |                             |                |

| \| Datum: 22./23. Mai 2008 \| |                             |               |
| Vereinigte Staaten            | Schweden                    | 0 : 3         |
| James Blake                   | Robin Söderling             | 7:5, 3:6, 0:6 |
| Bobby Reynolds                | Thomas Johansson            | 3:6, 6:2, 3:6 |
| W. Odesnik / B. Reynolds      | R. Lindstedt / R. Söderling | 1:6, 2:6      |
| Datum: 22./23. Mai 2008       |                             |               |

| \| Datum: 22./23. Mai 2008 \| |                        |               |
| Argentinien                   | Tschechien             | 2 : 1         |
| Guillermo Cañas               | Tomáš Berdych          | 2:6, 6:3, 3:6 |
| Juan Ignacio Chela            | Michal Tabara          | 6:0, 6:4      |
| L. Arnold Ker / S. Prieto     | T. Berdych / P. Vízner | 7:63, 6:3     |
| Datum: 22./23. Mai 2008       |                        |               |

### Blaue Gruppe

#### Tabelle
| Rang | Team        | Punkte | Matches | Sätze |
| ---- | ----------- | ------ | ------- | ----- |
| 1    | Russland    | 2:1    | 6:3     | 12:9  |
| 2    | Italien     | 2:1    | 5:4     | 13:9  |
| 3    | Deutschland | 1:2    | 3:6     | 8:13  |
| 4    | Spanien     | 1:2    | 4:5     | 9:11  |

#### Ergebnisse
| \| Datum: 18./19. Mai 2008 \| |                        |                   |
| Spanien                       | Deutschland            | 1 : 2             |
| David Ferrer                  | Philipp Kohlschreiber  | 1:6, 0:6          |
| Feliciano López               | Denis Gremelmayr       | 6:4, 6:3          |
| M. Granollers / F. López      | C. Kas / P. Petzschner | 7:65, 4:6, [5:10] |
| Datum: 18./19. Mai 2008       |                        |                   |

| \| Datum: 18./19. Mai 2008 \| |                         |                |
| Russland                      | Italien                 | 2 : 1          |
| Michail Juschny               | Potito Starace          | 6:4, 5:7, 6:2  |
| Igor Andrejew                 | Simone Bolelli          | 6:3, 6:72, 6:2 |
| I. Andrejew / D. Tursunow     | S. Bolelli / P. Starace | 4:6, 4:6       |
| Datum: 18./19. Mai 2008       |                         |                |

| \| Datum: 20./21. Mai 2008 \| |                         |                  |
| Deutschland                   | Italien                 | 2 : 1            |
| Philipp Kohlschreiber         | Potito Starace          | 6:2, 7:65        |
| Nicolas Kiefer                | Simone Bolelli          | 6:74, 6:70       |
| C. Kas / P. Petzschner        | S. Bolelli / P. Starace | 6:2, 3:6, [4:10] |
| Datum: 20./21. Mai 2008       |                         |                  |

| \| Datum: 20./21. Mai 2008 \| |                          |          |
| Spanien                       | Russland                 | 2 : 1    |
| David Ferrer                  | Michail Juschny          | 6:3, 6:3 |
| Feliciano López               | Igor Andrejew            | 6:4, 6:4 |
| M. Granollers / F. López      | D. Tursunow / M. Juschny | 3:6, 4:6 |
| Datum: 20./21. Mai 2008       |                          |          |

| \| Datum: 22./23. Mai 2008 \| |                         |               |
| Spanien                       | Italien                 | 1 : 2         |
| David Ferrer                  | Potito Starace          | 6:3, 3:6, 6:3 |
| Feliciano López               | Simone Bolelli          | 4:6, 3:6      |
| M. Granollers / F. López      | S. Bolelli / P. Starace | 4:6, 6:73     |
| Datum: 22./23. Mai 2008       |                         |               |

| \| Datum: 22./23. Mai 2008 \| |                        |               |
| Russland                      | Deutschland            | 3 : 0         |
| Igor Andrejew                 | Philipp Kohlschreiber  | 6:4, 6:3      |
| Dmitri Tursunow               | Nicolas Kiefer         | 6:3, 3:6, 7:5 |
| D. Tursunow / M. Juschny      | C. Kas / P. Petzschner | 7:62, 6:3     |
| Datum: 22./23. Mai 2008       |                        |               |

## Finalrunde
| \| Datum: 24.05.2008 \| |                    |                   |
| Schweden                | Russland           | 2 : 1             |
| Robin Söderling         | Michail Juschny    | 6:3, 6:1          |
| Thomas Johansson        | Igor Andrejew      | 6:2, 3:6, 4:6     |
| Söderling / Lindstedt   | Juschny / Tursunow | 4:6, 7:65, [11:9] |
| Datum: 24.05.2008       |                    |                   |

| Sieger des ARAG World Team Cup 2008 |
| ----------------------------------- |
| Schweden                            |